# إشتفان هورفاث (سياسي)
إشتفان هورفاث (بالمجرية: Horváth István)‏ هو سياسي مجري، ولد في 28 فبراير 1970 في سكسارد في المجر. حزبياً، نشط في فيدس – الاتحاد المدني المجري. وقد انتخب عضو الجمعية الوطنية المجرية عن دائرة Individual Constituency Tolna County No. 1 ‏ وقد انضم خلال فترته النيابية ‏  للكتلة البرلمانية فيدس – الاتحاد المدني المجري وفي الانتخابات البرلمانية المجرية 2014 ‏، انتخب عضو الجمعية الوطنية المجرية عن دائرة Individual Constituency Tolna County No. 1 ‏ وقد انضم خلال فترته النيابية ‏ (6 مايو 2014 – )  للكتلة البرلمانية فيدس – الاتحاد المدني المجري.